# Ärjänsaari (ö i Norra Savolax)
Ärjänsaari är en ö i Finland. Den ligger i sjön Suontienselkä och Paasvesi och i kommunen Suonenjoki i den ekonomiska regionen  Inre Savolax ekonomiska region  och landskapet Norra Savolax, i den centrala delen av landet, 290 km norr om huvudstaden Helsingfors. Öns area är 34,1 hektar och dess största längd är 1,2 kilometer i nord-sydlig riktning.